# Olive Hazlett
Pour les articles homonymes, voir Hazlett.
Olive Clio Hazlett (27 octobre 1890 — 8 mars 1974) est une mathématicienne américaine, professeure agrégée à l'université de l'Illinois à Urbana-Champaign. Elle a principalement fait des recherches en algèbre. 

## Biographie
Olive Hazlett naît à Cincinnati, dans l'Ohio puis passe son enfance à Boston où sa mère exerce la médecine. Elle fait ses études supérieures à Radcliffe College où elle obtient sa licence en 1912, puis poursuit ses études à l'université de Chicago pour son master (1913). Elle soutient une thèse de doctorat intitulée « On the Classification and Invariantive Characterization of Nilpotent Algebras » en 1915, sous la direction de Leonard Eugene Dickson dont elle est seulement la deuxième doctorante, après Mildred Sanderson. Elle obtient une bourse d'études postdoctorales Alice Freeman Palmer attribuée par l'université Harvard, qui lui permet de passer une année à Wellesley College. 
Elle enseigne à Bryn Mawr de 1916 à 1918, puis elle est maître de conférences au Mount Holyoke College, et promue professeure agrégée en 1924. La même année, elle donne une conférence intitulée The Arithmetic of a General Associative au Congrès international des mathématiciens de Toronto. Elle obtient un poste de maître de conférences à l'université de l'Illinois, puis est promue professeure agrégée en 1930, et effectue le reste de sa carrière à l'université de l'Illinois. 
En 1928, Olive Hazlett bénéficie d'une bourse Guggenheim qui lui permet de passer une année en Europe, elle séjourne en Allemagne et en Suisse et se rend en Italie, où elle présente une communication intitulée « Integers as Matrices » au Congrès international des mathématiciens de Bologne, en Italie. À son retour à l'université de l'Illinois en 1930, elle est promue professeure agrégée. Le mathématicien Paul Halmos qui a suivi ses cours d'algèbre durant l'année universitaire 1935-1936, se souvient d'elle comme d'une « mathématicienne réputée et importante ». De 1940 à la fin de la Seconde Guerre mondiale, elle est membre du comité de cryptanalyse de l'American Mathematical Society. Des problèmes de santé, qui l'ont déjà obligée à prendre un congé pour se soigner de 1936 à 1938 l'affectent à nouveau, et elle est en congé de longue maladie à partir de 1946 jusqu'à sa retraite académique qu'elle prend en 1959. Elle passe le reste de sa vie à son domicile de Peterborough, dans le New Hampshire et meurt à Keene, le 8 mars 1974.

## Activités de recherche et éditoriales
Durant sa carrière universitaire, Olive Hazlett a publié 17 articles scientifiques, le dernier paru en 1930 est consacré à des questions algébriques. Elle est probablement l'auteure d'articles la plus prolifique de la génération des mathématiciennes d'avant-guerre. Elle est également l'auteure d'un article sur les quaternions dans l'Encyclopedia Britannica. Elle est membre du conseil scientifique de l'American Mathematical Society de 1926 à 1928 et est rédactrice des Transactions of the American Mathematical Society de 1923 à 1935.

## Publications
- « On the theory of associative divisor algebras », Trans. Amer. Math. Soc., vol. 18, no 2,‎ 1917, p. 167–176 (DOI 10.1090/s0002-9947-1917-1501067-3, MR 1501067)
- « On scalar and vector covariants of linear algebras », Trans. Amer. Math. Soc., vol. 19, no 4,‎ 1918, p. 408–420 (DOI 10.1090/s0002-9947-1918-1501110-2, MR 1501110)
- « A theorem on modular covariants », Trans. Amer. Math. Soc., vol. 21, no 2,‎ 1920, p. 247–254 (DOI 10.1090/s0002-9947-1920-1501143-5, MR 1501143, lire en ligne [PDF])
- « New proofs of certain finiteness theorems in the theory of modular covariants », Trans. Amer. Math. Soc., vol. 22, no 2,‎ 1921, p. 144–157 (DOI 10.1090/s0002-9947-1921-1501166-7, MR 1501166)
- « A symbolic theory of formal modular covariants », Trans. Amer. Math. Soc., vol. 24, no 4,‎ 1922, p. 286–311 (DOI 10.1090/s0002-9947-1922-1501227-3, MR 1501227)
- « Errata: A symbolic theory of formal modular covariants [Trans. Amer. Math. Soc. 24 (1922), no. 4, 286–311; 1501227] », Trans. Amer. Math. Soc., vol. 30, no 4,‎ 1928, p. 855 (DOI 10.1090/s0002-9947-1928-1500504-5, MR 1500504)
- « Homogeneous polynomials with a multiplication theorem », Trans. Amer. Math. Soc., vol. 31, no 2,‎ 1929, p. 223–232 (DOI 10.1090/s0002-9947-1929-1501478-4, MR 1501478)
- « On division algebras », Trans. Amer. Math. Soc., vol. 32, no 4,‎ 1930, p. 912–925 (DOI 10.1090/s0002-9947-1930-1501571-4, MR 1501571)